# 青雲國際科技
青雲國際科技股份有限公司（Albatron Technology Co., Ltd.），簡稱青雲科技，是一家多媒體產品製造商，總部設於台灣新北市中和區，以生產電視機起家，主要產品有主機板、顯示卡等。

## 歷史
1984年6月26日，具有視聽科技專業的8名年輕人以黃永發為首，在台北市創立「青雲電器股份有限公司」（Chun Yun Electronics Co., Ltd.），首任董事長黃永發，英文品牌為「CHUN」，自主開發高級視聽產品，率先開發及生產大尺寸電視機，以合理價格行銷市場，最著名產品為台灣第一台完全自主開發的大尺寸電視機「青雲32吋高傳真音場電視」。1988年，青雲電器已是一家擁有200名員工的公司，且投入冷氣機市場。
1990年，青雲電器推出14吋至28吋不鏽鋼架電腦顯示器，廣獲證券公司採用。1991年，青雲電器開始外銷14吋電腦顯示器。1993年，青雲電器發表37吋SVGA顯示器，是當時台灣最大尺寸的顯示器。1995年，青雲電器發表台灣第一台內建on-screen display（OSD）功能的29吋SVGA顯示器。1996年，青雲電器發表台灣第一台29吋「電腦電視」（MoniVision）。1997年，青雲電器成立美國子公司，總部設於洛杉磯。1997年6月17日，青雲電器股票公開發行。1999年5月13日，青雲電器股票上櫃。
2000年，青雲電器發表29吋「多媒體網路電視」DM-5948SN與「寬頻版多媒體網路電視」DM-5948SNW，宣示投入資訊科技產業。2000年7月1日，青雲電器改名為「青雲國際科技股份有限公司」。2000年9月，青雲國際科技發表29吋全平面電視機CV-2905。2001年，青雲國際科技發表「青雲情報王」系列產品，用於在家看股市買賣股票；同年，青雲國際科技推出16:9顯示器系列。2002年，青雲國際科技英文名稱定為「Albatron Technology Co., Ltd.」，成立「資訊產品事業群」生產主機板、顯示卡、藍牙產品等，以「Albatron」為英文統一品牌。2003年，青雲國際科技發表全球第一片前端匯流排800MHz的主機板。2004年，青雲國際科技發表第一台準系統ABox 865G。2005年，青雲國際科技成立「青雲視訊股份有限公司」，專注於生產及銷售薄型電視與相關數位家電產品，在大中華地區以「CHUN」為英文品牌。2006年，青雲國際科技推出快閃記憶體相關產品與全球第一片AMD平台Mini-ITX主機板。2007年，青雲國際科技發表全球第一片支援Socket AM2規格CPU的ITX主機板，於2007年台北國際電腦展覽會動態展示全球第一片DTX主機板。
2010年，青雲國際科技取得美光科技旗下品牌雷克沙全系列產品之台灣代理權。2014年9月1日，青雲國際科技宣布與技嘉科技展開合作關係，青雲國際科技取得技嘉科技四大產品線（主機板、顯示卡、超微電腦、電腦週邊）之台灣代理權。

## 外部連結
- 青雲國際科技 （页面存档备份，存于）
- 青雲視訊